# Nicolas Chartier
Nicolas Chartier (* 1974 in Frankreich) ist ein französischer Filmproduzent. 2010 wurde er für The Hurt Locker mit dem Oscar für den besten Film ausgezeichnet.

## Leben
Chartier arbeitete zunächst für die Internationalen Filmfestspiele von Cannes. Anschließend war der Franzose als Filmverleihverkäufer bei Myriad Pictures tätig, wo er 1999 Vize-Präsident wurde. Als Präsident der selbstgegründeten Vortex Pictures verkaufte er anschließend Filme wie My Big Fat Greek Wedding – Hochzeit auf griechisch (2002).
2005 gründete Chartier mit Dean Devlin die Produktionsfirma Voltage Pictures in Los Angeles.
Für Aufsehen sorgte sein Verhalten im Vorfeld der Oscarverleihung. So soll er Mitgliedern der Academy of Motion Picture Arts and Sciences E-Mails geschickt haben, in denen er die Wahlberechtigten ersuchte, doch für The Hurt Locker zu stimmen und nicht für einen 500-Millionen-Dollar-Film – wie er es nannte – zu votieren. Gemeint war Avatar – Aufbruch nach Pandora, der ebenfalls als Favorit ins Oscar-Rennen ging. Als Konsequenz für den sehr aggressiven Stimmenfang wurde Chartier von der Oscarverleihung ausgeladen und sein Erscheinen untersagt.
Chartier lebt heute in L.A.

## Filmografie (Auswahl)
Als Produzent
- 2008: Tödliches Kommando – The Hurt Locker (The Hurt Locker)
- 2011: Killer Joe
- 2012: The Company You Keep – Die Akte Grant (The Company You Keep)
- 2012: Code Name: Geronimo (Seal Team Six: The Raid on Osama Bin Laden)
- 2013: The Zero Theorem
- 2013: Force of Execution
- 2014: Playing It Cool
- 2014: Good Kill – Tod aus der Luft (Good Kill)
- 2015: Väter und Töchter – Ein ganzes Leben (Fathers and Daughters)
- 2016: Hacked – Kein Leben ist sicher (I. T.)
- 2017: Once Upon a Time in Venice
- 2018: I Feel Pretty
- 2019: Extremely Wicked, Shockingly Evil and Vile
- 2020: Code Ava – Trained To Kill (Ava)
- 2020: After Truth (After We Collided)
- 2022: After Ever Happy

Als Executive Producer
- 2010–2012: True Justice (True Justice, VP, Fernsehserie, 22 Episoden)
- 2013: Lang lebe Charlie Countryman (The Necessary Death of Charlie Countryman)
- 2013: Dallas Buyers Club

## Auszeichnungen
- 2009: Alliance of Women Film Journalists Award für den besten Film – The Hurt Locker
- 2009: Awards Circuit Community Award - Nominierung für den besten Film – The Hurt Locker (zweiter Platz)
- 2009: Gotham Independent Film Award für den besten Film – The Hurt Locker
- 2010: Academy Award für den besten Film – The Hurt Locker
- 2010: BAFTA Award für den besten Film – The Hurt Locker
- 2010: Gold Derby Award für den besten Film – The Hurt Locker
- 2010: Online Film & Television Association Award für den besten Film – The Hurt Locker
- 2010: PGA Award für den besten Film – The Hurt Locker